# Stadio olimpico Lluís Companys
Lo stadio olimpico Lluís Companys (in catalano Estadi Olímpic Lluís Companys, in castigliano Estadio Olímpico Lluís Companys), noto precedentemente come Stadio di Montjuïc (dal 1929 al 1985) e stadio olimpico di Montjuïc (dal 1989 al 2001) è un impianto sportivo polivalente di Barcellona, il secondo per grandezza dopo lo stadio Camp Nou. 
Situato sulla collina del Montjuïc, ha ospitato le partite casalinghe dell'Espanyol dal 1997 (anno in cui venne demolito lo storico Stadio di Sarriá) al 2009 (anno in cui la squadra biancoblu traslocò all'Estadi Cornellà-El Prat). Il 28 ottobre 2000 l'Espanyol celebrò in questo impianto il suo centenario.
Dalla stagione 2023-24 il Barcellona disputa in questo stadio le partite casalinghe per via dei lavori di ristrutturazione del Camp Nou. 

## Storia
La sua costruzione risale al 1927 e deve il progetto alla candidatura di Barcellona come città ospitante dei Giochi della IX Olimpiade del 1928. La manifestazione fu poi assegnata alla città di Amsterdam, ma lo stadio venne comunque inaugurato il 20 maggio 1929 in occasione dell'Esposizione Universale di Barcellona. Quel giorno, il primo evento ospitato fu un incontro di rugby che oppose le nazionali di Spagna (formata però solo da giocatori di Barcellona) e Italia, al suo esordio internazionale, con la vittoria della squadra di casa per 9-0.
Tutto l'impianto ha uno stile molto caratteristico, con facciate esterne dall'impronta urbana e dettagli decorativi che richiamano quasi lo stile rinascimentale francese: archi a tutto sesto, colonne con volute, logge, porticati, ordini di finestre e addirittura statue di cavalli rampanti all'inizio degli spalti. Originariamente lo stadio poteva contenere 20 000 spettatori tutti a sedere, disposti attorno alla pista d'atletica, su un solo ordine di gradinate continuo ma spigoloso agli angoli, a formare quasi le linee di un rettangolo dai lati arcuati.
Nel 1986 Barcellona ottenne l'organizzazione dei Giochi della XXV Olimpiade e per questo tra il 1989 e il 1992 lo stadio venne ristrutturato e la capienza dell'impianto aumentata a 56 000 posti a sedere, mantenendo però inalterati stile e struttura. Il concorso per l'ampliamento dello stadio venne vinto ex aequo dallo studio Gregotti Associati International e dal gruppo di architetti formato da Correa, Milà, Margarit e Buixadè, i quali riuscirono con un progetto ben studiato a rispettare l'impronta originaria dello stadio pur apportando modifiche importanti. Il disegno di rinnovamento previde l'abbassamento del campo da gioco di 12 metri e la realizzazione di un nuovo anello di gradinate situato sotto all'altro e diverso per forma e inclinazione: perfettamente ellittico e a sezione parabolica. I due anelli di gradinate che vediamo ancora oggi sono completamente indipendenti l'uno dall'altro, risultando quello originario come sovrapposto a quello nuovo. Lo stadio mantiene così un profilo piacevole e unitario pur lasciando facilmente distinguere la struttura originaria degli anni Venti. Accorgimenti degni di nota sono stati presi anche all'interno delle strutture, con la realizzazione di fori circolari nelle mura di sostegno sia per far passare la luce sia per creare ancor di più un senso di apertura tra le vecchie e le nuove costruzioni. L'unica novità dovuta al restauro che si può ammirare dall'esterno è la grande copertura metallica composta da travi longitudinali bianche lunghe 65 metri che si erge sospesa sulla tribuna principale.
Nel 2001 lo stadio è stato intitolato alla memoria di Lluís Companys, leader politico esponente di Esquerra Republicana de Catalunya, ministro e Presidente del governo autonomo catalano.

## Eventi importanti
Ha ospitato i II Giochi del Mediterraneo nel 1955, la Coppa del mondo di atletica leggera 1989 e soprattutto la XXV Olimpiade nel 1992. Nel luglio 2010 vi si sono svolti i 20° Campionati europei di atletica leggera e i Campionati del mondo juniores di atletica leggera 2012.

### Calcio
Ha ospitato numerosi incontri amichevoli della nazionale maschile spagnola. Lo stadio è stata la sede anche di finali di Coppa del Re e Supercopa de España.
È stata la sede della fase finale del campionato europeo Under-21 1996, ospitando le quattro partite del torneo vinto dall'Italia ai tiri di rigore contro i padroni di casa della Spagna.
Qui sono state giocate anche le partite della nazionale maschile andorrana.
Dalla stagione 2023-2024 il Barcellona disputa al Lluís Company le proprie partite casalinghe, a causa dei lavori di ristrutturazione del Camp Nou.

### Football americano
Dal 1991 al 2002 ospitò gli incontri casalinghi dei Barcelona Dragons e nel 1993 e 1994 vi si giocarono due edizioni dell'American Bowl, incontro amichevole fra due squadre della NFL. Nel 1997 vi si giocò inoltre il World Bowl, finale della WLAF.

### Rugby
Lo stadio ha ospitato alcuni incontri di rugby union e rugby league: oltre al primo incontro della Nazionale di rugby spagnola nel 1929, nel 2002 lo stadio ha ospitato la finale della Coppa del mondo di rugby femminile tra Nuova Zelanda e Inghilterra vinto dalle Black Ferns. Ha ospitato alcune partite del Perpignan, sia nel Top14 e soprattutto il 9 aprile 2011 ha ospitato il quarto di finale di Heineken Cup 2010-2011 Perpignan -Tolone, match vinto dalla squadra di casa per 29-25 davanti a 55.000 spettatori.
Ha ospitato la prima storica partita di rugby league in Spagna: il 20 giugno 2009 si sono sfidati i Dragons Catalans di Perpignano contro i Warrington Wolves valevole per il massimo campionato europeo Super League.

## Incontri principali

### NFL American Bowl
| Barcellona 1º agosto 1993 | San Francisco 49ers | 21 – 14 | Pittsburgh Steelers | Estadi Olímpic |

| Barcellona 31 luglio 1994 | L.A. Raiders | 25 – 22 (d.t.s.) | Denver Broncos | Estadi Olímpic |

### World Bowl
| Barcellona 22 giugno 1997 | Barcelona Dragons | 38 – 24 | Rhein Fire | Estadi Olímpic |

### Coppa del Mondo di rugby femminile 2002
| Barcellona 25 maggio 2002, ore 17 UTC+2 | Inghilterra | 9 – 19 referto | Nuova Zelanda | Stadio olimpico (8 000 spett.) |
| mt 1’ Hirovanaa 47’ Waaka Rae 5’, 30’ c.p. 4’, 14’ Wilson 80’ Myers Rae 3’ drop George Crawford Jupp Rudge Day Rae Yapp M. Edwards Garnett Huxford Henderson Andrews Phillips Stevens Frost Formazioni T. Wilson Kahura Rush Shortland Myers A. Richards Hirovanaa Sheck Palmer (c) Luiaana Codling Heighway Waaka Lilii Martin Geoff Richards Allenatori Darryl Suasua |             | |               |                                |
| |             | |               |                                |
| | mt          | 1’ Hirovanaa 47’ Waaka                                                                                                   |               |                                |
| Rae 5’, 30’ | c.p.        | 4’, 14’ Wilson 80’ Myers                                                                                                 |               |                                |
| Rae 3’ | drop        | |               |                                |
| George Crawford Jupp Rudge Day Rae Yapp M. Edwards Garnett Huxford Henderson Andrews Phillips Stevens Frost | Formazioni  | T. Wilson Kahura Rush Shortland Myers A. Richards Hirovanaa Sheck Palmer (c) Luiaana Codling Heighway Waaka Lilii Martin |               |                                |
| Geoff Richards | Allenatori  | Darryl Suasua |               |                                |